# Maria Möller
Anna Maria Möller, ursprungligen Andersson, född 29 oktober 1965 i Skellefteå, uppväxt i Hednäs, utanför Fällfors i Västerbotten, är en svensk sångerska, skådespelare, komiker och imitatör.

## Biografi
Möller har varit involverad i flera yrkesområden inom teatergenren. Hon har varit regiassistent, turnéledare, sufflör, rekvisitör och skådespelare. Hon gjorde sin skådespelardebut i Henning Mankells pjäs Prinsen och Tiggaren på Västerbottensteatern, där hon var anställd 1984–1988. Därefter följde sex år vid länsteatern Kronobergsteatern i Växjö.
Möller är klassiskt skolad mezzosopran och är flitigt anlitad som sångsolist i olika sammanhang. Hennes repertoar sträcker sig från opera till rock. Hon har varit engagerad vid Göteborgsoperan och Göteborgs Stadsteater. Hon har medverkat i musikalerna Kristina från Duvemåla och Chess på Cirkus i Stockholm, liksom musikalerna Songs for a new world och Sound of Music.
Säsongen 2005–2006 medverkade Möller i krogshowen R.E.A. (Roligt Elakt Aktuellt) på Hamburger Börs.
Möller slog igenom i TV-programmet Allsång på Skansen sommaren 2005, där hon framträdde som imitatör. Hon imiterar bland andra drottning Silvia, Carola Häggkvist, Eva Dahlgren, Ulla Skoog, Babben Larsson, Björk och Regina Lund.
Möller var 2006 sommarvärd i Sommar i P1. Hon spelade också en finska i filmen Populärmusik från Vittula.

## Teater

### Roller (ej komplett)
| År   | Roll                      | Produktion                                           | Regi             | Teater          |
| ---- | ------------------------- | ---------------------------------------------------- | ---------------- | --------------- |
| 2003 | Baronessan Elsa Schraeder | Sound of Music Richard Rodgers och Oscar Hammerstein | Staffan Aspegren | Göteborgsoperan |
| 2018 | Anna Magnani              | Camera Jan-Erik Sääf och Staffan Aspegren            | Eva Gröndahl     | Östgötateatern  |